# Biel (gromada)
Biel – dawna gromada, czyli najmniejsza jednostka podziału terytorialnego Polskiej Rzeczypospolitej Ludowej w latach 1954–1972.
Gromady, z gromadzkimi radami narodowymi (GRN) jako organami władzy najniższego stopnia na wsi, funkcjonowały od reformy reorganizującej administrację wiejską przeprowadzonej jesienią 1954 do momentu ich zniesienia z dniem 1 stycznia 1973, tym samym wypierając organizację gminną w latach 1954–1972.
Gromadę Biel z siedzibą GRN w Bieli utworzono – jako jedną z 8759 gromad na obszarze Polski – w powiecie ostrowskim w woj. warszawskim, na mocy uchwały nr VI/10/11/54 WRN w Warszawie z dnia 5 października 1954. W skład jednostki wszedł obszar dotychczasowej gromady Biel ze zniesionej gminy Orło oraz miejscowości Dudy, Kacpury, Kuskowizna, Pieńki, Sagaje i Ugniewo z miasta Ostrów Mazowiecka w tymże powiecie. Dla gromady ustalono 18 członków gromadzkiej rady narodowej.
31 grudnia 1959 z gromady Biel wyłączono (a) wieś Ugniewo, włączając ją do gromady Jasienica oraz (b) wieś Kuskowizna, włączając ją do gromady Nagoszewo w tymże powiecie, po czym gromadę Biel zniesiono a jej (pozostały) obszar włączono do gromady Orło tamże.